# Бабангида, Ибрагим (футболист)
Ибрагим Бабангида (англ. Ibrahim Babangida; 1 августа 1976, Кадуна — 9 мая 2024, Кадуна) — нигерийский футболист, правый вингер.
Брат футболиста «Аякса» и олимпийского чемпиона 1996 года Тиджани Бабангиды и футболиста Аруны Бабангиды.
Выступал за нигерийские клубы, а с 1997 по 2002 год играл за нидерландский «Волендам», в том числе — в высшем дивизионе в сезоне 1997/98, всего сыграл за команду 51 матч, забив 7 мячей.
В составе сборной Нигерии из игроков до 17 лет в 1993 году стал победителем юношеского чемпионата мира.
Погиб в возрасте 47 лет в результате ДТП между городами Кадуна и Зариа, брат Тиджани, его жена и сын, а также горничная выжили и были госпитализированы.